# Чхаїдзе Євросія Герасимівна
Євросія Герасимівна Чхаїдзе (1900 , Баку  — невідомо ) — радянська колгоспниця. Герой Соціалістичної Праці (1949).

## Біографія
Євросія Чхаїдзе народилася 1900 року в місті Баку (зараз в Азербайджані). За національністю грузинка.
У середині 1940-х років працювала в колгоспі імені Сталіна в Ланчхутському районі Грузинської РСР на чайній плантації.
У 1948 з площі 0,5 гектара зібрала 6377 кг сортового зеленого чайного листя.
29 серпня 1949 року Указом Президії Верховної Ради СРСР за отримання високих урожаїв сортового зеленого чайного листя та цитрусових плодів у 1948 році удостоєно звання Героя Соціалістичної Праці з врученням ордена Леніна та золотої медалі «Серп і Молот». Крім неї, згідно з тим самим указом звання Героя Соціалістичної Праці отримали ще два передові чайники того ж колгоспу з тим же прізвищем — Варвара Чхаїдзе і Шура Чхаїдзе.
5 липня 1951 за високі результати праці в 1950 була нагороджена другим орденом Леніна.
Жила у Ланчхутському районі.
Дата смерті невідома.
Нагороджена медалями, у тому числі Медаллю Материнства.